# 228. strelska divizija (ZSSR)
228. strelska divizija (izvirno rusko 228. стрелковая дивизия; kratica 228. SD) je bila strelska divizija Rdeče armade v času druge svetovne vojne.

## Zgodovina
Divizija je bila ustanovljena leta 1941 v Žitomiru in bila uničena septembra 1941 med bitko za Kijev. Ponovno je bila ustanovljena novembra 1942 v Kansku.